# Jessica DiCicco

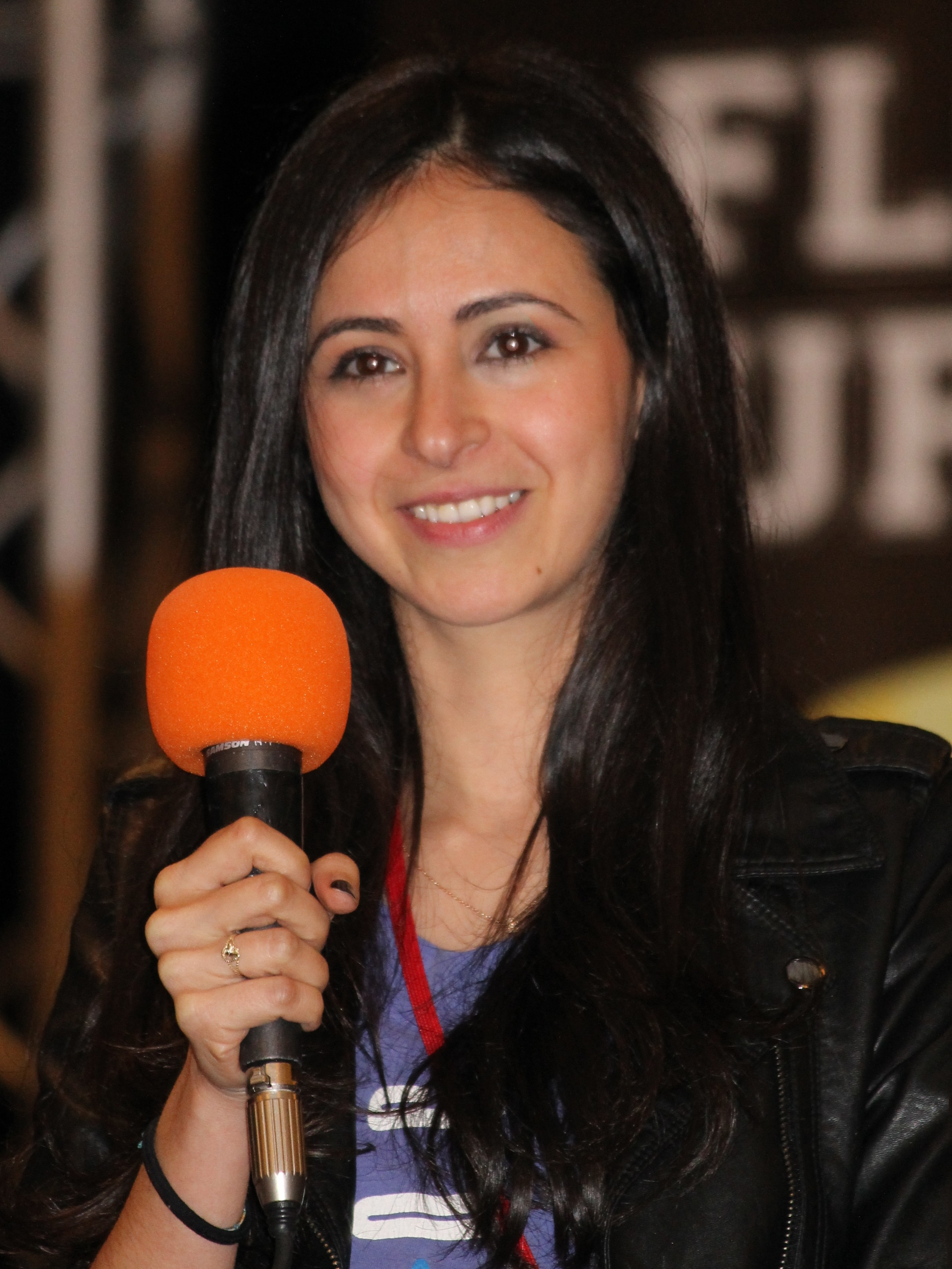
Jessica DiCicco (2014)

Jessica Sonya DiCicco (* 10. Juni 1980 in Los Angeles) ist eine US-amerikanische Schauspielerin und Synchronsprecherin. Bekannt wurde sie durch die Synchronisation zahlreicher Figuren.

## Leben
DiCicco wurde in Los Angeles geboren. In jüngeren Jahren zog sie mit ihrer Familie nach New York City. Als sie 15 Jahre alt war, arbeitete sie als Fotografin. Seit 1985 ist sie als Schauspielerin tätig. Sie war in Serien und Filmen wie Kate & Allie und The Mob – Der Pate von Manhattan zu sehen. Als Synchronsprecherin lieh sie Maggie aus der Serie Maggie ihre Stimme. Zudem spricht sie die Figuren Lynn Loud, Lucy Loud und Zach in der Serie Willkommen bei den Louds.

## Filmografie
- 2005: Maggie
- 2010: Two and a Half Men
- 2010: Modern Family

## Synchronisation (Auswahl)
- 2008: Mighty B! Hier kommt Bessie
- 2010–2018: Adventure Time – Abenteuerzeit mit Finn und Jake
- 2015–2017: Ronks – Keine Steinzeit ohne Alien!
- seit 2016: Willkommen bei den Louds
- 2021: Willkommen bei den Louds – Der Film (The Loud House Movie)